# Żółwie skrytoszyjne
Żółwie skrytoszyjne (Cryptodira) – podrząd gadów z rzędu żółwi.
Nazwa ich wzięła się od sposobu, w jaki chowają głowę. Kiedy chcą to uczynić, wyginają szyję w płaszczyźnie pionowej w kształcie litery  S  i chowają ją do środka pancerza. Żółwie skrytoszyjne obejmują 11 rodzin, które opanowały różne środowiska: są gatunki całkowicie lądowe, ziemnowodne, wodne żyjące w wodach słodkich, jak i w morskich.
Występują na całym świecie oprócz Antarktydy i Grenlandii.
- W podrzędzie wyróżnia się rodziny:
  - żółwie morskie (Cheloniidae)
  - żółwie skórzaste (Dermochelyidae)
  - skorpuchowate (Chelydridae)
  - żółwie dwupazurzaste (Carettochelyidae)
  - spłaszczkowate (Dermatemydidae)
  - mułowcowate (Kinosternidae)
  - żółwie wielkogłowe (Platysternidae)
  - żółwiakowate (Trionychidae)
  - żółwie błotne (Emydidae)
  - batagurowate (Geoemydidae)
  - żółwie lądowe (Testudinidae)

Z mułowcowatych czasami wydzielana jest rodzina Staurotypidae – krzyżopiersiowate.